# Powiatowa i Miejska Biblioteka Publiczna im. Pantaleona Szumana w Pile
Powiatowa i Miejska Biblioteka Publiczna im. Pantaleona Szumana w Pile (PiMBP w Pile) - samorządowa instytucja kultury zajmująca się gromadzeniem, przechowywaniem i udostępnianiem zbiorów m.in. w formie książek, czasopism, multimediów czy dokumentów życia społecznego. Prowadzi również działalność informacyjną, bibliograficzną i kulturalną. Od 1992 r. nosi imię Pantaleona Wawrzyńca Szumana.

## Historia
Początki działalności pierwszej po wojnie polskiej biblioteki w Pile wiążą się z decyzjami Miejskiej Rady Narodowej podjętymi w lutym 1948 r. Pierwsza siedziba biblioteki mieściła się w jednej z klas budynku szkoły przy ul. Teatralnej. Lokalizacja placówki zmieniała się kilkakrotnie (ul. 14 Lutego, ul. Bieruta - obecnie 11 Listopada oraz pl. Staszica). Z biegiem lat tworzono kolejne punkty biblioteczne i pierwsze filie, a w roku 1959 zbiory trafiły pod adres, będący do dziś siedzibą Biblioteki Głównej, czyli na ul. Buczka 1 (obecnie Staromiejska 14), do budynku dawnej willi Eichstädta. Początkowo zajmowano tu jedynie część lokali, ale od 1983 r. biblioteka zajęła całość budynku. Od roku 1975, wraz z reformą administracyjną, Miejska Biblioteka Publiczna zyskała status Wojewódzkiej Biblioteki Publicznej. W 1996 r. rozpoczęto komputeryzację placówki w oparciu o system biblioteczny SOWA. W roku 1999, w związku z kolejną reformą administracyjną biblioteka straciła status wojewódzkiej i otrzymała nazwę Powiatowa i Miejska Biblioteka Publiczna im. Pantaleona Szumana w Pile. W 2003 w internecie pojawił się katalog on-line biblioteki, a w 2007 wprowadzono jedną kartę biblioteczną dla całej sieci biblioteki miejskiej.